# Abate Pierre
Henri Grouès, más conocido como el Abate Pierre (Abbé Pierre en francés) o El ángel de los pobres (Lyon, 5 de agosto de 1912 - París, 22 de enero de 2007), fue un sacerdote católico francés, miembro de la Resistencia, donde adquirió su sobrenombre, y diputado en la Asamblea de la IV República, fundador en 1949 del movimiento Emaús, también conocido por sus orígenes como «traperos de Emaús», una organización de lucha contra la exclusión y la pobreza. En el invierno de 1954, conmovió a los franceses al hacerles ver el drama de quienes estaban sin techo, a la intemperie, muriendo por exposición al frío del invierno de París: su mensaje transmitido por radio se conoce como «la insurrección de la bondad». Su llamado y el movimiento que inició tuvieron repercusión mundial. Su labor fue reconocida en 2004 por el Estado francés, que lo distinguió con la Gran Cruz de la Legión de Honor, máxima dignidad de esta orden honorífica.

## Biografía

### Orígenes
Henri Grouès nació en el seno de una familia numerosa acomodada. Estudió con los jesuitas y fue miembro de los Scouts de Francia, donde adquirió el tótem –un apodo que se obtiene– de "Castor meditabundo" (Castor méditatif). En 1931, tras renunciar a su parte de la herencia familiar y distribuir sus posesiones entre varias obras de ayuda a los necesitados, entró en al seminario de la Orden de los Hermanos Menores Capuchinos, orden mendicante considerada entre las más pobres, y fue ordenado el 24 de agosto de 1938.
Poco después sin embargo, debió abandonar el convento por una enfermedad, y se convirtió en sacerdote secular. De los años como capuchino diría en su madurez: "fue la etapa más importante de mi vida y si he llegado a esta edad es gracias a esos años de contemplación". Fue sobrino de la escritora y criminal Héra Mirtel

### En la Resistencia francesa durante la Segunda Guerra Mundial
Henri Grouès era vicario de la catedral de Grenoble, cuando se produjo la ocupación alemana. Fue reclutado en el ejército francés como suboficial (a cargo del transporte ferroviario de tropas) en diciembre de 1939. Tras el armisticio de 1940, muchos de los movimientos que realizó Henri Grouès durante la Segunda Guerra Mundial aparecen relatados en los archivos oficiales del Ministerio de Defensa francés.
A partir del verano de 1942 se unió a la resistencia francesa, y ayudó a judíos buscados por los nazis a huir a Suiza y Argelia proporcionándoles documentos falsificados. Su ayuda a muchos ciudadanos judíos destacó después de la Redada del Velódromo de Invierno (julio de 1942), la más grande realizada contra los judíos en Francia. Durante este período intervino además en la fuga de políticos perseguidos, incluyendo Jacques de Gaulle, el hermano menor del general y futuro presidente de Francia, enfermo y buscado por la Gestapo, quien junto con su esposa se refugió en territorio suizo. A menudo era el propio Henri Grouès quien actuaba como un «guía» para acompañar personalmente a los fugitivos a través de los Pirineos hasta España o a través de las montañas de Chamonix hasta Suiza.
Grenoble fue uno de los principales centros de la resistencia durante el conflicto armado. Allí ayudó a la fuga al extranjero de judíos, polacos y políticos perseguidos y creó el primer refugio para aquellos que trataban de escapar del trabajo forzado que el Service du travail obligatoire (STO), nacido bajo la régimen de Vichy como resultado de la colaboración entre los nazis con Pierre Laval. También fundó el periódico clandestino L'Union patriotique indépendante. 

«Comencé por ayudar a esconderse en refugios de la montaña a jóvenes a los que querían mandar forzados a trabajar a las fábricas alemanas. No sólo fueron los nazis, sino los gendarmes del gobierno colaborador de Vichy los que llegaban con los camiones para llevar por la fuerza a la gente [...] Personalmente no maté a nadie, pero participé con todas mis energías en crear la red que permitía abastecer de alimentos, medicamentos y municiones a los grupos armados de la Resistencia que comenzaron a operar en las montañas de Grenoble.»
Abate Pierre

Ayudado por una monja, Henri Grouès falsificó documentos de identidad y salvoconductos para muchas personas buscadas. En la clandestinidad asumió varios «nombres de guerra», destacando aquel con el que fue luego mundialmente conocido: «abbé Pierre» (abate Pierre). Durante la guerra participó en la creación de brigadas partisanas en la zona del macizo de Vercors y del macizo de la Chartreuse, en las que se convirtió en uno de los principales líderes de la resistencia francesa (maquis).
En agosto de 1943, aquejado de difteria y bajo la amenaza inmediata de arresto por parte de la Gestapo, Henri Grouès partió de Grenoble hacia Lyon. En los últimos tres meses de ese año, el abate trabajó en contacto con el personal secreto de la 4.ª Región, prestando todo tipo de servicios, como búsqueda de apartamentos, contratación de mecanógrafos y celebración de misas.
En febrero de 1944 se trasladó a París donde colaboró regularmente con el Centro de Información y Documentación, convertido en la Agencia de Documentación e Información del Consejo Nacional de la Resistencia. Luego tomó el nombre de «padre Georges Houdin», estudiante de teología en el Instituto católico.
Henri Grouès fue arrestado en dos ocasiones como miembro del movimiento de resistencia, una de ellas por la Gestapo en mayo de 1944 en Cambo-les-Bains (Pirineos Atlánticos). Escapó poco tiempo después y cruzó la frontera española entre San Juan de Luz y Vera de Bidasoa, el 26 de mayo. Su estancia en España duró 20 días. A través de España y Gibraltar pudo llegar hasta Argelia. El 16 de junio se unió en Argel a las fuerzas francesas libres del general de Gaulle allí estacionadas. Finalmente, en Casablanca se convirtió en capellán de la Armada francesa, en el buque de guerra "Jean Bart", hasta la finalización de la Segunda Guerra Mundial.

### Diputado de la IV República Francesa en la posguerra
En la posguerra, alarmado por la enorme pobreza que veía por todas partes en Francia, aceptó ser designado candidato a la Asamblea Constituyente de la IV República por el Movimiento Republicano Popular, partido de ideología demócrata-cristiana. Fue elegido diputado a las dos asambleas constituyentes nacionales, y luego a la Asamblea Nacional de Francia entre 1945 y 1951.

### Fundación de los Traperos de Emaús

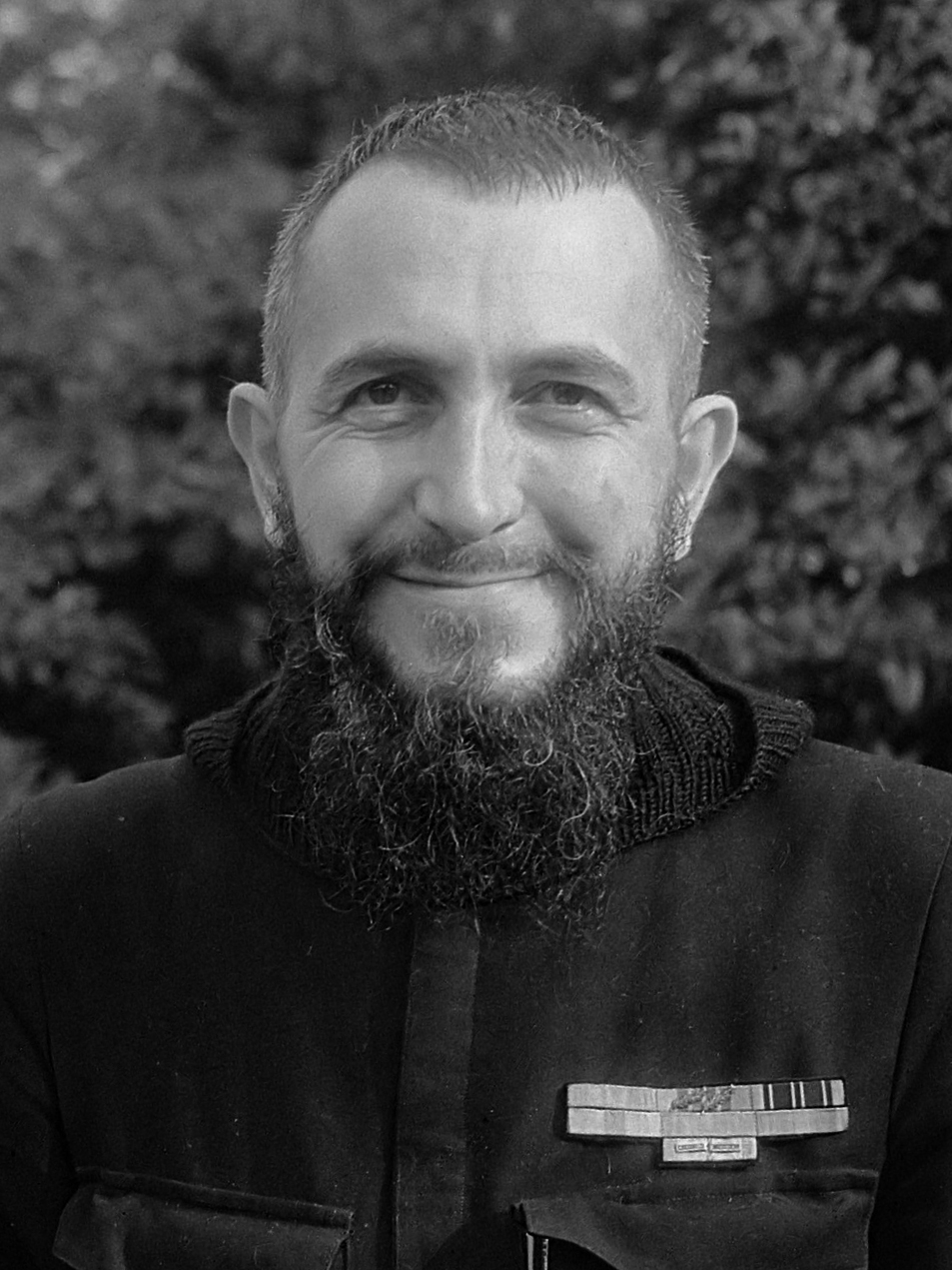
El abate Pierre, el 27 de agosto de 1955.

En 1949, gracias sobre todo a los ingresos de su sueldo como diputado, el Abate Pierre fundó los Traperos de Emaús. El propio Abate Pierre consideró como su gran colaboradora a la señorita Lucie Coutaz, su brazo derecho durante cuarenta años. Su primer acogido en noviembre de 1949 fue Georges Legay, un ex presidiario que había tenido una vida terrible: había matado a su padre y recibió una condena de veinte años de prisión. Al ser liberado encontró a su mujer conviviendo con otro hombre. Desesperado, intentó suicidarse, pero falló. En su angustia, llamó al Abate Pierre, quien constató que Georges solo pensaba en volver a intentar el suicidio sin fallar. En distintas ocasiones el Abate Pierre comentó con cierta ironía que los Traperos de Emaús nacieron de la unión de un asesino con un fraile diputado:

«Pensar que todo esto comenzó de la unión de un religioso y un asesino. Conocí a Georges, que había tenido una vida terrible y sólo pensaba en suicidarse, entonces le dije: "Eres libre de suicidarte si quieres, pero antes de hacerlo ¿por qué no me ayudas a montar una casa para los desesperados, para la gente sin techo, sin trabajo?"»
Abate Pierre

Georges fue un fiel colaborador durante muchos años.
En 1954 los problemas de los Traperos de Emaús fueron graves al faltar el sueldo del Abate Pierre como diputado, lo que les obligó casi a cesar sus actividades.

### La «muerte blanca» sobre París

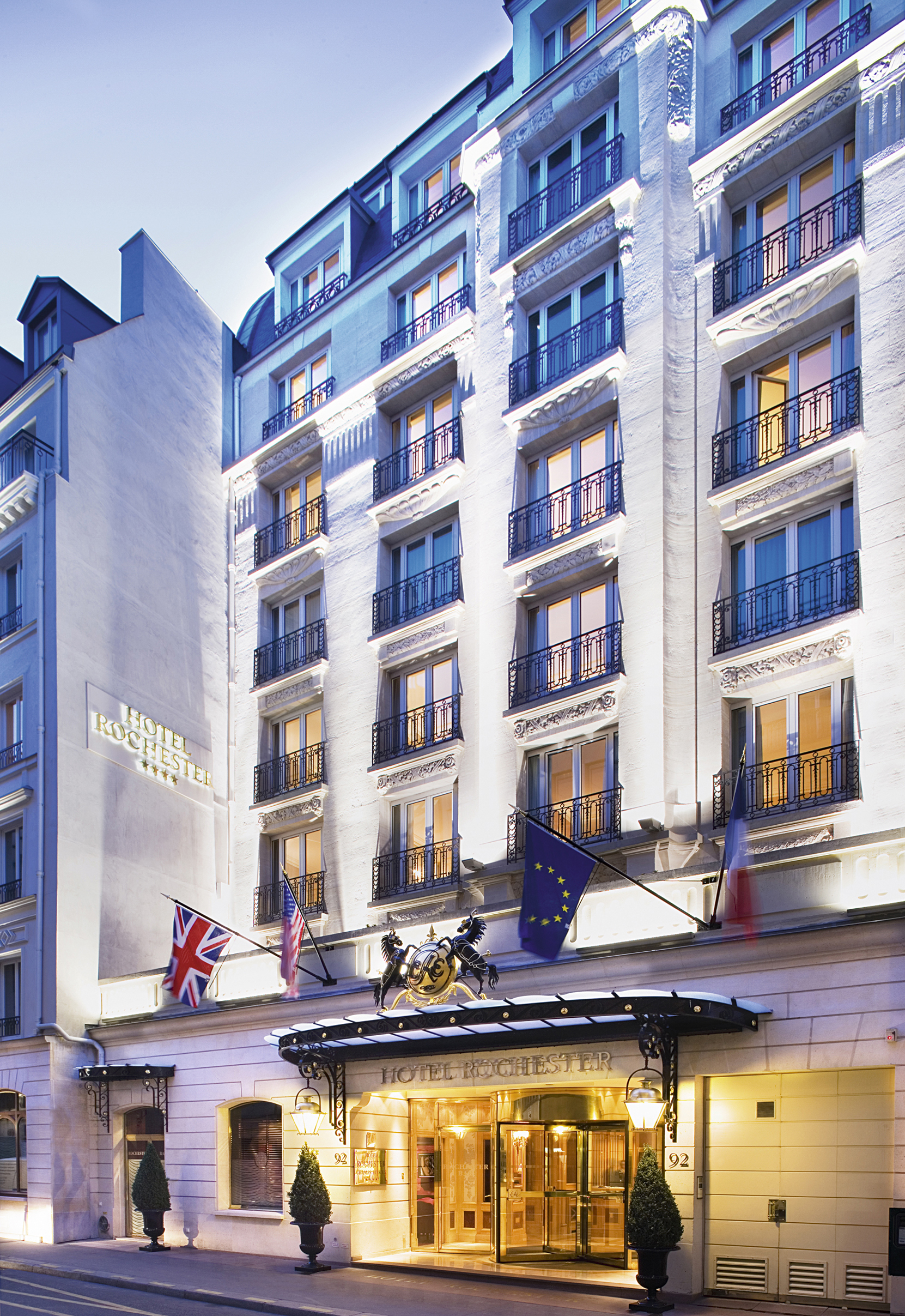
El elegante Hotel Rochester. Durante el invierno de 1954, se convirtió en el centro de recepción de las donaciones solicitadas por el Abate Pierre para combatir la muerte por congelamiento en las calles de París.

En los primeros meses del año 1954, la temperatura en París bajó a niveles incompatibles con la vida humana a la intemperie. Los mendigos y ancianos se amontonaban frente a los respiraderos del metro, en busca de aire más tibio, o formaban montones humanos cubiertos por papel de diario.
El 1 de febrero de aquel año, el Abate Pierre irrumpió por sorpresa en Radio Luxemburgo y consiguió que le permitieran hablar en directo. Conmovió a los oyentes con un discurso en el que proclamó la insurrección de la bondad:

Una mujer acaba de morir congelada esta madrugada en la acera del bulevar de Sebastopol, manteniendo aún aferrada a su mano la notificación judicial de expulsión de su domicilio. No podemos aceptar que sigan muriendo personas como ella. Cada noche son más de 2 000 personas soportando el hielo, sin techo, sin pan, más de uno casi desnudo; para esta misma noche es necesario reunir 5 000 mantas, 300 grandes tiendas de campaña, 200 ollas. Venid los que podáis con camiones para ayudar al reparto [...] Al Hotel Rochester, calle Le Boétie 92. Imploro, frente a los hermanos que mueren de miseria, aumente en nosotros el amor para hacer desaparecer esta lacra. ¡Que tanto dolor despierte el alma maravillosa de Francia!
Abate Pierre, 1 de febrero de 1954

.
Media hora después, el ministro de Telecomunicaciones habló por teléfono al Director de la Radio Nacional para llamarle ásperamente la atención por haber permitido semejante programa. Pero ya las calles que conducían al Hotel Rochester pululaban de gente que llevaba donaciones, para emprender la guerra contra la miseria. Acudieron a hotel Rochester miles de ciudadanos y se recaudaron 1 000 millones de francos (en inglés, un billón de francos). El actor Michel Simon donó un millón de francos (22 000 euros) y Charles Trenet, 1,75 millones. Charles Chaplin donó dos millones, saldando la «deuda de Charlot con su público» —según dijo el día 14 de octubre de 1954. Se registraron más donaciones de personajes ilustres: Charles de Gaulle, Vincent Auriol, Yves Montand, entre otros. El propietario del hotel Rochester, en la rue La Boétie, puso a disposición del Abate Pierre todas las habitaciones vacías. La ciudad de París abrió la estación en desuso de Orsay para almacenar donaciones. Incluso se debió pedir a las autoridades municipales que establecieran servicios especiales de autobuses para atender a la cantidad de gente que quería acudir.
Aquella tarde, en grandes carpas militares ofrecidas por el ejército, los pobres de París pudieron pasar su primera noche sin el temor a morir de frío. Desde las frazadas hasta la leña que mantenía las estufas fueron donadas en pocas horas por los parisienses.

### Repercusiones
Desde entonces, la organización del Abate Pierre se extendió cada vez más. Su movimiento pasó a otras ciudades de Francia, y los «compañeros de Emaús» aparecieron en Italia, Argentina, México, Canadá, Congo, Australia, Chile y Perú, entre otros países. Hoy, Emaús Internacional cuenta con 336 grupos en 37 países.
El Abate Pierre realizó numerosas intervenciones en radio y televisión que popularizaron su imagen como ícono nacional, frecuentemente con indumentaria negra y boina. Fue recibido por variadas personalidades del mundo, intervino en foros internacionales y promovió el respeto a los derechos humanos. Fue recibido por los papas Pío XII, Pablo VI y Juan Pablo II (este último lo recibió en cuatro ocasiones).
En 1995, se editó el libro El Abate Pierre responde a las preguntas de Martine Leca.
Dos de sus lemas más famosos fueron: «Dar de comer antes de evangelizar», y «Una sola guerra será siempre absolutamente justa: la guerra contra la miseria».

### Reconocimientos
En los sondeos de opinión realizados por el Institut français d'opinion publique (IFOP) para Le Journal du Dimanche, el Abate Pierre resultó la personalidad preferida por los franceses en 16 oportunidades, y de forma excluyente entre noviembre de 1993 y noviembre de 1995. En 2012, Francia le dedicó una moneda conmemorativa de 2 euros.

#### Condecoraciones francesas
Como resultado de su desempeño durante la Segunda Guerra Mundial, el abate Pierre recibió distintas condecoraciones militares: la Croix de guerre 1939-1945 con dos palmas (citaciones el 12 de febrero de 1945 y el 19 de diciembre de 1946); la Médaille de la Résistance (12 de febrero de 1946); la Médaille des évadés (condecoración otorgada a quienes escaparon o ayudaron a otros a escapar de manos de sus enemigos durante conflictos bélicos); la Croix du combattant volontaire 1939-1945 (otorgada en 1946); la Croix du combattant; y una medalla conmemorativa de la guerra 1939-1945 con los broches «Francia» y «Liberación». Usó sus condecoraciones en ocasión de suplicar a los parisinos de los Campos Elíseos ayuda para los pobres, pidiendo «se declarara la guerra contra la miseria». Poco tiempo después del golpe de Estado de 1973 y ante el asombro de los militares chilenos, el abate Pierre lució sus condecoraciones en oportunidad de gestionar la liberación de dos compañeros encarcelados en Temuco que corrían peligro de muerte. Con el apoyo de Emaús Internacional y la presión de distintas embajadas extranjeras, logró su propósito y favoreció ulteriormente a otros chilenos que también salvaron la vida con su ayuda.
El abate Pierre recibió también el título militar de caballero el 19 de diciembre de 1946. Luego de ser nombrado oficial de la Legión de Honor a título de los derechos humanos (1981), comandante de la Legión de Honor por su trabajo para dar albergue a los pobres (1987), y gran oficial de la Legión de Honor (1992, otorgado nueve años más tarde, el 19 de abril de 2001), se le confirió finalmente la gran cruz de la Legión de Honor por decreto del presidente de la República Francesa del 13 de julio de 2004.

### Óbito
El fallecimiento del religioso se produjo el 22 de enero de 2007, en el hospital militar Val-de-Grace de París debido a una afección pulmonar a la edad de 94 años, siendo anunciado por el presidente de la República, Jacques Chirac. El viernes 26 de enero, unas 2500 personas siguieron desde el exterior de la Catedral de Notre Dame (París), gracias a una pantalla gigante, la misa de exequias del Abate Pierre. En el templo estuvieron el presidente de Francia Jacques Chirac, el primer ministro Dominique de Villepin, miembros del gobierno y de la oposición, junto a compañeros de Emaús. El arzobispo de Lyon, cardenal Philippe Barbarin, elogió el «dinamismo intrépido» de un hombre consagrado «a Dios y al servicio de los pobres».

### Acusaciones de abuso
El Abate Pierre fue acusado de haber cometido diversas agresiones sexuales entre los años 1950 y 2000. Estos casos fueron revelados el 17 de julio de 2024 a partir de un informe encargado a la firma Egaé por Emmaüs International. Este informe sigue el testimonio de la hija de una pareja cercana al Abbé Pierre, que vino a conocer por primera vez a Véronique Margron, presidenta de la conferencia de religiosos y religiosas de Francia, antes de reunirse con los líderes de la asociación Emaús en junio de 2023. Denunció "actos graves" cometidos contra ella a principios de los años 1980, cuando tenía dieciséis o diecisiete años.
El informe presenta los testimonios de siete mujeres que denunciaron "comportamientos que podrían considerarse agresión sexual o acoso sexual" por parte del Abate Pierre entre finales de los años 1970 y 2005, una de ellas siendo menor de edad en el momento de su primer caso de victimización. Dos testimonios citados en el informe indican que las víctimas habían denunciado por primera vez sus casos a la dirección de Emaús en 1992 y 1995, y que la asociación nunca les había dado seguimiento. El informe señala "una forma de control, alimentada por la diferencia de edad, el estatus del Abbé Pierre y una forma de idolatría, o la situación de subordinación entre él y los demás (familia inmediata y compañeros de trabajo)".
El 20 de julio, una octava mujer testificó en France Inter sobre una agresión sexual en 2006, cuando el Abate Pierre tenía 93 años y estaba siendo tratado en un hospital militar parisino. Según el testimonio de esta enfermera, dos o tres de sus compañeros de trabajo también tuvieron que sufrir el mismo trato. Los hechos no se habían hecho públicos con anterioridad debido a que la víctima atribuyó inicialmente el comportamiento del Abate Pierre a su avanzada edad, sin saber en ese momento que el Abate Pierre había cometido los mismos actos durante décadas. Los testimonios recogidos presentan muchas similitudes, entre las que se incluyen, en particular, toqueteos repetidos en el pecho que se hacían habitualmente cuando el Abate Pierre estaba solo con sus víctimas, mientras parecía ejercer un control psicológico sobre ellas.
El 20 de julio, tras la publicación del informe, el diario Le Monde publicó un artículo de opinión de cuatro investigadores que trabajaron con la Comisión independiente sobre los abusos sexuales en la Iglesia (CIASE) de 2019 a 2021. Philippe Portier, que presidió el trabajo histórico de la CIASE, la politóloga Anne Lancien y los historiadores Paul Airiau y Thomas Boulu escribieron que no les sorprendieron las revelaciones del informe encargado por Emaús y la Fundación Abbé-Pierre. De hecho, entre los 1.200 testimonios enviados a la CIASE que tuvieron que procesar, tres implicaban al Abate Pierre. Estos tres testimonios firmados fueron considerados coherentes y escritos sin consulta entre sus autores. Uno de ellos aparece en el informe publicado en 2024 sobre el Abate Pierre.
Los investigadores creían que "la compulsión sexual de Abbé Pierre que conduce a una agresión repetida parece indudable. Los datos de archivo y los testimonios son numerosos y consistentes. Esta compulsión nunca cesó realmente. [El caso de] Abbé Pierre también confirma que esa desviación sexual en el clero católico se distribuyó muy por igual en todas las tendencias, progresistas o intransigentes". También se cuestinó el silencio voluntario de la jerarquía católica y de las organizaciones fundadas por Abate Pierre: "Los obispos informados y los líderes de Emaús sofocaron los asuntos. La ocultación creó un secreto compartido, en detrimento de los asaltados, que nunca fueron tomados en cuenta.En un comunicado de prensa, Emaús International, Emaús France y la Fundación Abbé-Pierre "saluda el coraje de las personas que han testificado y ayudado, a través de sus palabras, a sacar a la luz estas realidades". Robert, dice que está sorprendido por el descubrimiento de tales actos y "enojado": "Culpo a Abbé Pierre por haber hecho sufrir a esas mujeres de esta manera y saludo el coraje que tuvieron al testificar".